# Деренов, Сергей Исидорович
Сергей Исидорович Деренов (укр.  Сергій Ісидорович Деренов; род. 8 октября 1976, Бельцы) — украинский и молдавский футболист, голкипер. По окончании карьеры игрока занялся судейством.

## Биография
Родился 8 октября 1976 года. Футбольную карьеру начинал в Кривом Роге. В 1997 году переехал в Молдавию. В основном выступал за ФК «Олимпия» (Бельцы).
Завершив футбольные выступления, Сергей Деренов переквалифицировался в арбитра. Здесь он добился определённых успехов, добравшись и до международного уровня — он обслуживал матчи Юношеской лиги УЕФА.
В 2015 году, после скандального матча чемпионата Молдавии по футболу между «Шерифом» и «Зимбру» (2:1) совершившего по мнению экспертной комиссии целый ряд грубых ошибок Деренова было решено дисквалифицировать пожизненно